# Strongylophthalmyia bifasciata
Strongylophthalmyia bifasciata är en tvåvingeart som beskrevs av Yang och Wang 1992. Strongylophthalmyia bifasciata ingår i släktet Strongylophthalmyia och familjen långbensflugor. Inga underarter finns listade i Catalogue of Life.